# Lijst van burgemeesters van Oorderen
Dit is een lijst van burgemeesters van Oorderen.

## 1799 - 1900
- 1799-1818 : Cornel Bries
- 1818 : J. Van Host, waarnemend
- 1818-1825 : Cornelius De Bie
- 1825-1836 : Matheus Woumans
- 1836-1888 : Joannes Jacobus Hoefnagels
- 1888 : F.C. Van Loock, waarnemend
- 1888-1896 : Antoon Aertssen
- 1896-1900 : F.C. Van Loock, waarnemend

## Vanaf 1900
- 1900 : C. Van Alsenoy, waarnemend
- 1900-1921 : Patricius Hoefnagels
- 1921-1923 : Jaak Danis
- 1923-1924 : L. Van Wallendael, waarnemend
- 1924-1925 : L. Van Wallendael
- 1925-1926 : Constant Wijns, waarnemend
- 1926-1927 : Jos Snelders, waarnemend
- 1927-1929 : Joannes Baptista Aertssen